# Scytodes montana
Scytodes montana är en spindelart som beskrevs av William Frederick Purcell 1904. Scytodes montana ingår i släktet Scytodes och familjen spottspindlar. Inga underarter finns listade i Catalogue of Life.